# Xysticus helophilus
Xysticus helophilus là một loài nhện trong họ Thomisidae.
Loài này thuộc chi Xysticus. Xysticus helophilus được Eugène Simon miêu tả năm 1890.